# 少年カフカ
『少年カフカ』（しょうねんカフカ）は、村上春樹の長編小説『海辺のカフカ』の公式ホームページをまとめた書籍。

## 概要
2003年6月、新潮社より刊行された。村上が文を、安西水丸が絵を担当した。表紙と本文デザインは新潮社装幀室。本書は日本の少年漫画雑誌を模したデザインとなっている。
『海辺のカフカ』のウェブサイトは2002年8月10日にプレオープンし、ロングインタビューや、村上からの出版予定の告知などが掲載された。『海辺のカフカ』の発売日である9月12日、正式に開かれた。同年12月27日、更新をストップ。2003年2月14日、同サイトは閉鎖された。それまでに受信した読者からのメールとそれに対する返事1230通のうち、1220通が本書に収録されている。

## 主な内容
- Author's Voice （2002年8月10日～10月25日）
- 特別インタビュー 村上春樹、『海辺のカフカ』について語る
- 読者からのメールとその返事
- 『海辺のカフカ』ができるまで 加藤製本見学記
- 安西水丸の4コマ漫画

## 新潮社が他に開設したウェブサイトについて

### 村上モトクラシ
2005年3月29日、『象の消滅 短篇選集 1980-1991』の発行に合わせて新潮社は「象の消滅」のウェブサイトを立ち上げるが、その際同時に、村上の新刊等を紹介するサイト「村上モトクラシ」を開設した。
「村上モトクラシ」は株式会社はてなの「はてなダイアリー」を利用して作成され、絵は安西水丸が担当した。当時ボストンに住んでいた村上からのメッセージが4通掲載された。中でも5,400字に及ぶ中古ジャズ・レコード収集の話は貴重な資料と言えるが、サイト閉鎖後現在に至るまでそれらのメッセージは活字化されていない。